# McFadden & Whitehead
McFadden & Whitehead was een Amerikaans r&b-duo.

## Geschiedenis
Als tieners formeerden Gene McFadden en John Whitehead de band The Epsilons met de leden Allen Beatty, James Knight en het toekomstige Blue Notes-lid Lloyd Parks. Ze werden ontdekt door Otis Redding en toerden met hem tijdens de late jaren 1960 tot aan Reddings dood door een vliegtuigongeluk in 1967.
Ze tekenden bij Stax Records en hadden een bescheiden succes in 1970 met The Echo. Het duo wisselde later naar Philly International Records, waar ze meerdere hits schreven, waaronder Back Stabbers (1972) voor The O'Jays, dat zich plaatste in de Billboard Hot 100 (#3) en de Billboard Hot Soul Singles-hitlijst (#1).
McFadden en Whitehead schreven ook songs als I'll Always Love My Momma, Bad Luck, Wake Up Everybody, Where Are All My Friends, The More I Get, The More I Want en Cold, Cold World. Het productieteam werkte ook met Melba Moore, Freddie Jackson, producent Rahni Song en Gloria Gaynor, Teddy Pendergrass, Harold Melvin & The Blue Notes, Gladys Knight, The Jackson 5, James Brown, Stevie Wonder, Lou Rawls, Archie Bell & the Drells, Jerry Bell en The Intruders.
McFadden en Whitehead vormden samen formeel een groep onder de naam McFadden & Whitehead in 1977. Het hoogtepunt van hun succes kwam in 1979 met Ain't No Stoppin' Us Now, dat de toppositie innam in de r&b-hitlijst en de 13e plaats in de pophitlijst. Er werden wereldwijd acht miljoen platen verkocht en ze werden genomineerd voor een Grammy Award. Het duo trad op in The Oprah Winfrey Show, waar ze hun meest bekende song zongen in een periode waarin Oprah de tophits van de jaren 1970 bracht.

## Geluk bij een ongeluk
In overeenstemming met het Amerikaanse top 40-radioprogramma voor de week van augustus 1979, maakte Casey Kasem bekend, dat McFadden en Whitehead in Chicago waren in mei 1979 om hun muziek te promoten en verschillende interviews te geven. Omdat ze akkoord waren om meerdere muziek-interviews te doen, besloten ze om hun vlucht naar Los Angeles te verplaatsen naar de volgende dag (26 mei). Ze waren oorspronkelijk ingedeeld om te vliegen met vlucht 191 van American Airlines (25 mei). Deze vlucht verongelukte kort na het opstijgen van O'Hare International Airport, waarbij alle 258 passagiers plus de bemanning omkwamen.

## Overlijden
Op 11 mei 2004 werd Whitehead vermoord op straat buiten zijn thuisstudio in Philadelphia, terwijl hij terzijde stond, toen een jongeman reparaties uitvoerde aan zijn SUV. Hij werd neergeschoten door meerdere onbekende schutters, die daarna vluchtten. De zaak bleef onopgelost. Whitehead werd 55 jaar.
Op 27 januari 2006 overleed McFadden op 56-jarige leeftijd aan de gevolgen van lever- en longkanker.

## Door McFadden & Whitehead geschreven hits
- Back Stabbers (the O'Jays)
- Bad Luck (Harold Melvin & the Blue Notes)
- Wake Up Everybody (Harold Melvin & the Blue Notes)
- Where Are All My Friends (Harold Melvin & the Blue Notes)
- I'll Always Love My Momma (the Intruders)
- Let's Groove (Archie Bell & the Drells)
- The Strength of One Man (the Jacksons)
- I Got the Love (McFadden & Whitehead)
- You're My Somebody to Love (McFadden & Whitehead)
- I've Been Pushed Aside (McFadden & Whitehead)
- Got to Change (McFadden & Whitehead)
- Do You Want to Dance? (McFadden & Whitehead)
- Just Wanna Love You Baby (McFadden & Whitehead)
- Mr. Music (McFadden & Whitehead)
- This Is My Song (McFadden & Whitehead)
- All the Man You Need (Jerry Bell)

## Discografie

### Singles
- 1979:	Ain't No Stoppin' Us Now
- 1979: Do You Want to Dance
- 1979: I've Been Pushed Aside
- 1980:	I Heard It in a Love Song
- 1980: That Lets Me Know I'm in Love
- 1982:	One More Time
- 1984:	Ain't No Stoppin' (Ain't No Way)
- 1985: Ain't No Stoppin' Us Now (herpublicatie)

### Studio-albums
- 1979:	McFadden & Whitehead
- 1980:	I Heard It in a Love Song
- 1982:	Movin' On

### Compilaties
- 2004: Ain't No Stoppin' Us Now: The Best of the PIR Years